# Absolute World
Absolute World sont deux gratte-ciel résidentiels réalisés par Burka Architects et MAD Architects, dans la ville de Mississauga, dans la banlieue de Toronto, au Canada. Les deux constructions font partie du complexe Absolute City Centre, qui au total comprend cinq gratte-ciel.
Les tours possèdent 56 et 50 étages, leur hauteur est de 179,5 mètres (589 pieds) pour la plus haute et de 161,2 mètres (529 pieds) pour la moins élevée. Elles sont surnommées les Marilyn Towers en raison de leur forme tordue. Elles ont été conçues par le cabinet d'architecture chinoise MAD.
En septembre 2013, les deux immeubles ont reçu une récompense l'Emporis Skyscraper Award, pour l'année 2012, en raison de leurs formes originales et de l'exploit technique que constitue leur construction.

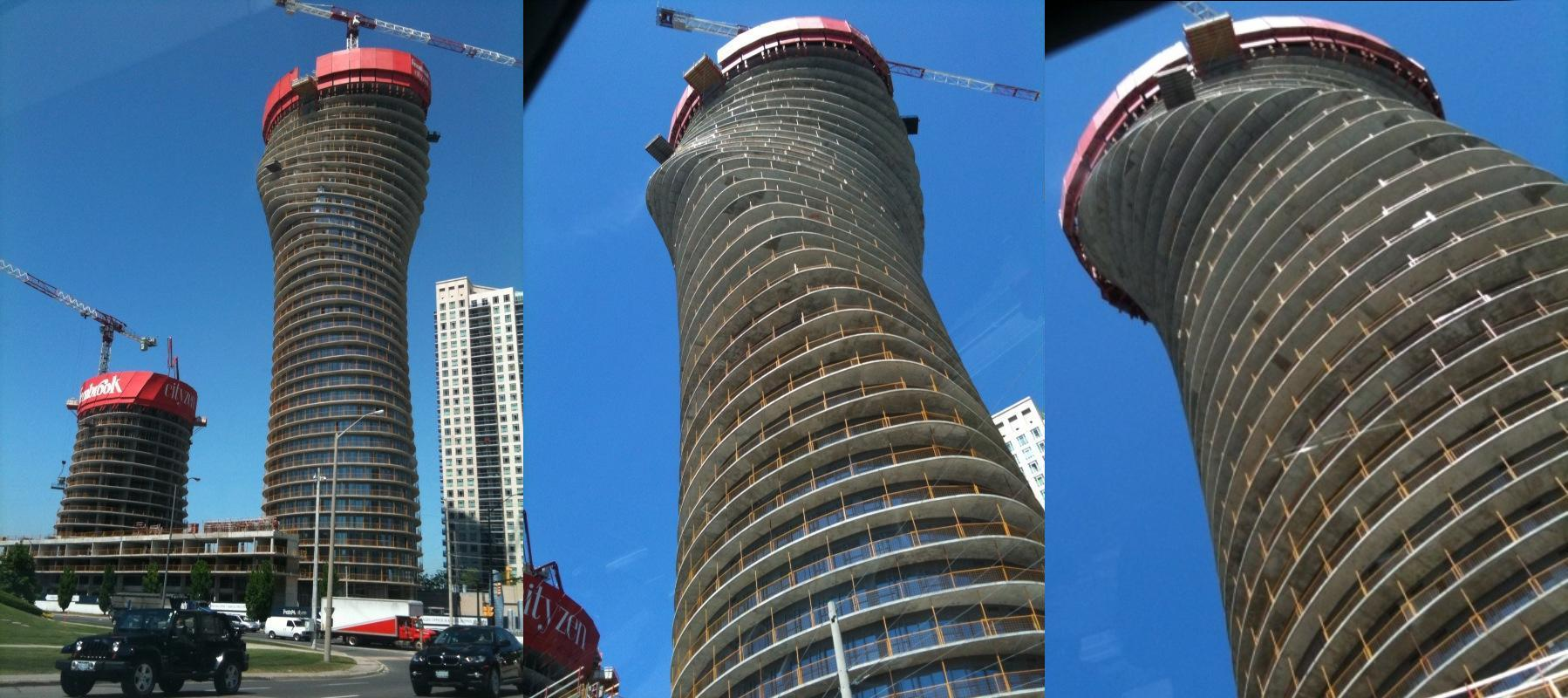
La construction des Marilyn Towers en mai 2010